# Västra Göinge härad
Västra Göinge härad var ett härad norra Skåne i dåvarande Kristianstads län som numera utgör delar av Hässleholms kommun,  Kristianstads kommun, Höörs kommun och  Osby kommun. Häradets areal var 1 447,49 kvadratkilometer varav 1 405,01 land. 
Häradet tillkom år 1637 genom delning av Göinge härad. Tingsplats var från 1680 till 1867 Röinge, därefter Hässleholm.

## Häradsvapen
Häradsvapnet fastställdes av Kungl. Maj:t den 15 juni 1956: "I sköld, kluven av guld och rött, en gående oxe av motsatta tinkturer".

## Socknar
I Hässleholms kommun
- Farstorps socken
- Verums socken
- Vittsjö socken
- Finja socken
- Hörja socken
- Matteröds socken
- Norra Åkarps socken
- Röke socken
- Västra Torups socken
- Ignaberga socken
- Vankiva socken
- Norra Sandby socken
- Sörby socken
- Gumlösa socken
- Nävlinge socken
- Stoby socken
- Vinslövs socken
- Brönnestads socken
- Häglinge socken
- Norra Mellby socken
- Hästveda socken från 1952, innan dess i Östra Göinge härad

I Osby kommun
- Visseltofta socken

I Höörs kommun
- Tjörnarps socken

I Kristianstads kommun
- Önnestads socken till 1952 därefter i Östra Göinge härad

samt en del av
- Norra Rörums socken före 1888, som i övrigt ligger i Frosta härad.

## Län, fögderier, domsagor, tingslag och tingsrätter
Häradet hörde mellan 1637 och 1996 till Kristianstads län, Tjörnarps socken hörde dock från 1969 till 1996 till Malmöhus län och före 1888 låg en del av Häglinge socken, Vessmanstorp, i Malmöhus län. Från 1997 ingår området i Skåne län.  Församlingarna tillhör(de) Lunds stift
Häradets socknar hörde till följande fögderier:
- 1720-1917 Östra och Västra Göinge fögderi
- 1918-1946 Hässelholms fögderi för Röke, Hörja, Finja, Vankiva, Matteröds, Vankiva, Stoby, Häglinge, Norra Mellby, Brönnestads, Tjörnarps och Västra Torarps socknar
- 1918-1946 (30 juni) Broby fögderi för övriga socknar
- 1946-1966 Vittsjö fögderi för socknarna i Hässleholms kommun, dock ej Stoby, Gumslövs, Sörby, Norra Sandby, Ignaberga, Vinslövs, Nävlinge, häglinge, Norra Mellby, Brönnestads, Tjörnarps och Verum socknar och bara till 1951 för Farstorps socken och bara från 1952 för Verums sockan. Dessutom från 1952 för Vissletofta socken.
- 1946-1951 Osby fögderi för Verums och Visseltofta socknar
- 1946-1990 Hässleholms fögderi för Stoby, Gumslövs, Sörby, Norra Sandby, Vinslövs, Nävlinge, Häglinge, Norra Mellby, Brönnestads och Ignaberga socknar samt till 1952 Önnestads socken och till 1969 Tjörnarps socken, från 1952 för Farstorps socken och från 1967 för övriga socknar i Hässleholms kommun samt Visseltofta socken
- 1952-1990 Kristianstads fögderi för Önnestads församling
- 1969-1990 Eslövs fögderi för Tjörnarps socken

Häradets socknar tillhörde följande domsagor, tingslag och tingsrätter:
- 1682-1970 Västra Göinge tingslag från 1914 benämnd Västra Göinge domsagas tingslag i  
  - 1682-1860 Västra och Östra Göinge häraders domsaga
  - 1861-1970 Västra Göinge domsaga

- 1971- Hässleholms tingsrätts domsaga